# シャンパン・グラス
この項では、シャンパンを飲むために作られたグラスであるシャンパン・グラスについて述べる。一般的な形状として、フルートとクープの2種類が存在する。どちらも脚付きのグラスであるため、手に持っても中身の温度に影響を与えないようになっている。この特徴のため、シャンパン以外のスパークリングワインやある種のビールを飲むのにも好適である。

## フルート

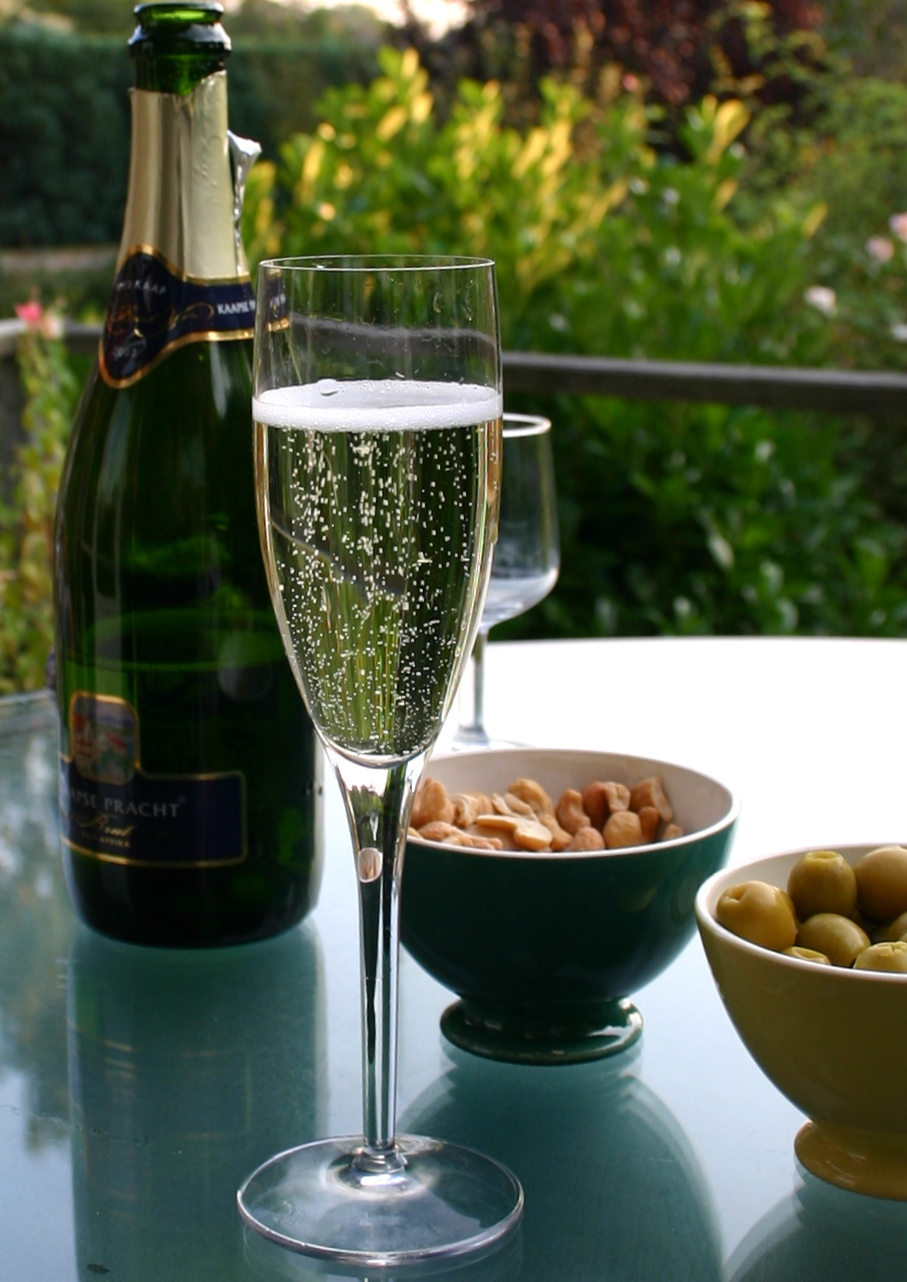
フルートグラスとシャンパンのボトル

フルートグラス（仏：flûte à Champagne）は、先が細くなった背の高い円錐形、ないしはボウルを縦に引き伸ばしたような形をしている脚付きのグラスである。通常、容量は180～300 mlである。
フルートグラスはスパークリングワインにとって好ましい形状のグラスとして、1700年代初頭に酒器の素材が金属や陶器からガラスに移り変わるのにしたがい、他のワイングラスとともに開発された。当初は背の高い円錐形で細みの形状をしていたが、20世紀には側壁が垂直で、口に当たる部分がわずかに内側にカーブしたグラスが好まれるようになった。
グラス内壁の角度がきつくなっている理由としては、シャンパンの特徴である炭酸を逃がさないために表面積を減らすことが挙げられる。シャンパングラスとの接触面で核形成が起こり、発泡を促すためである。すなわち、接触面積が大きすぎると急速に炭酸が抜けて行ってしまう。飲む人の口の中での発泡が増えれば飲み心地は向上し、加えて深さのあるフルートグラスでは泡が液面まで立ち上るのが見られるため、視覚的効果も優れている。フルートグラスの細さはワインと酸素が触れる面積の割合を減らす効果もあり、ワインの香りと味わいを高めている。
フルートグラスはスパークリングワインを飲むのに最も一般的に用いられるほか、フルーツビールやベルギーのランビックやグーズといったビールを飲むのにも使われる。フルートグラスを用いることで、ビールの色が良く見え、香りを十分に感じられる。ピルスナーグラスとの明確な違いとして、フルートグラスには脚が付いていることが挙げられる。

## クープ

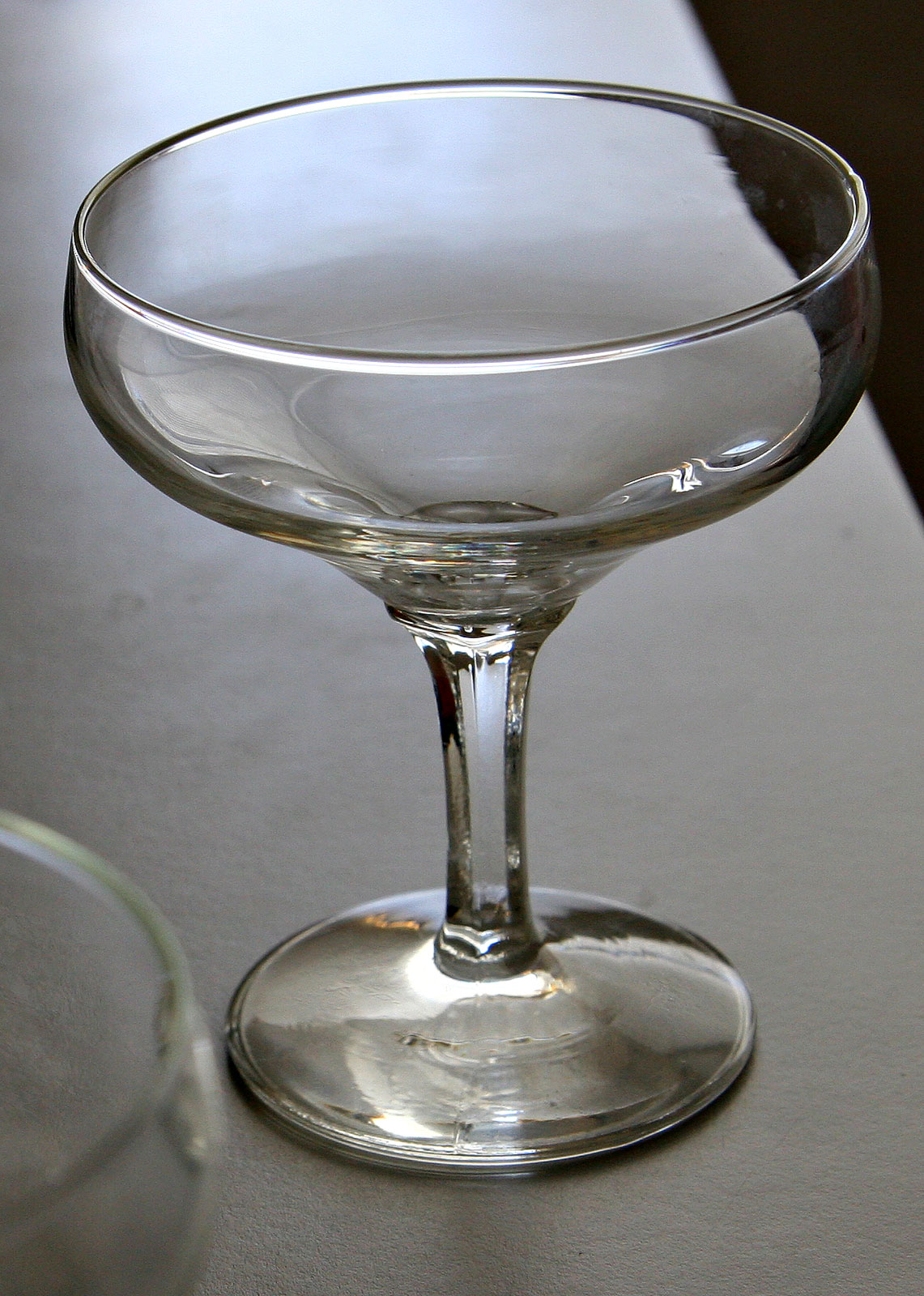
クープ型のグラス

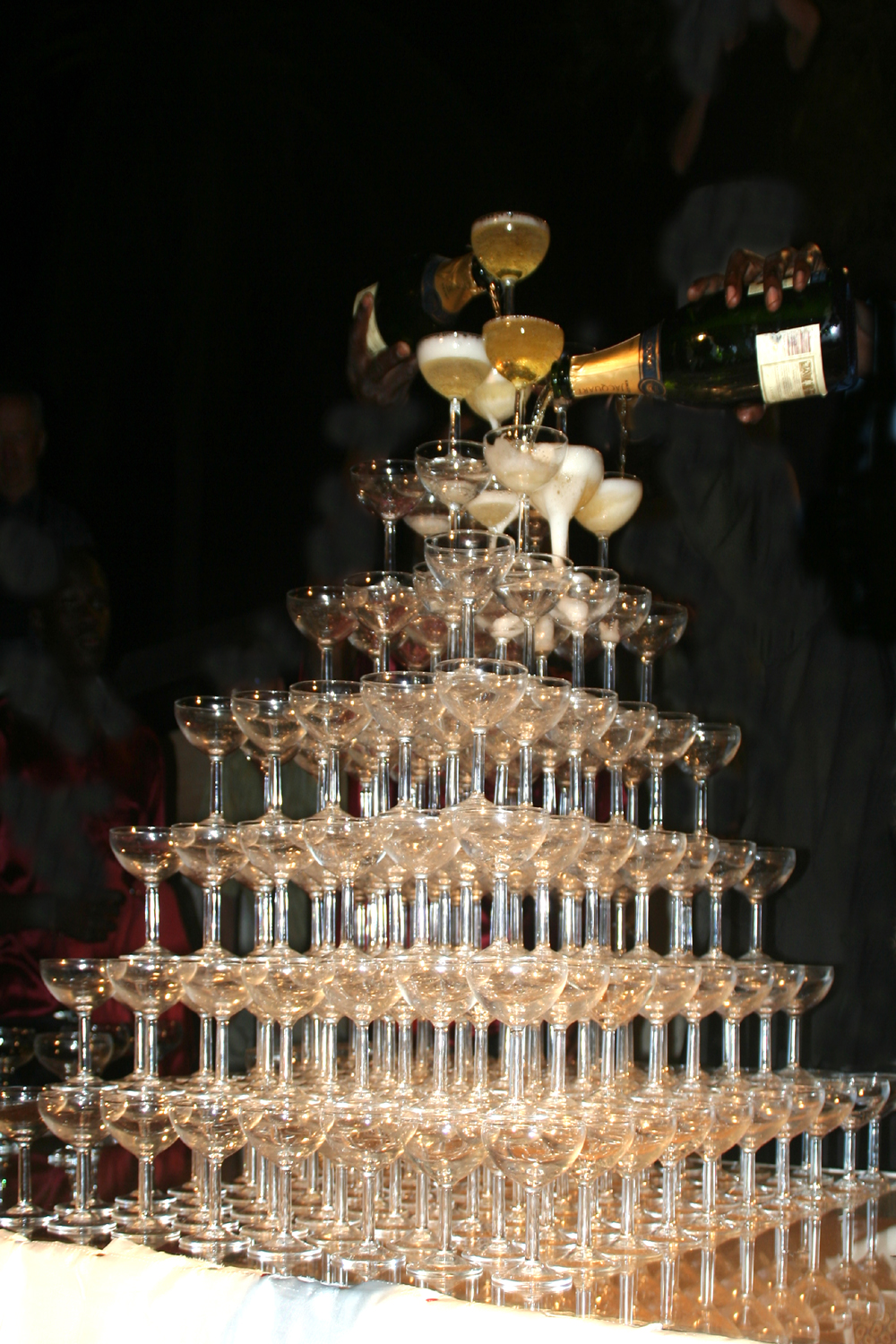
クープを用いたシャンパンタワー

クープ（仏：Coupe à champagne）は浅く広口の椀型をした脚付きのグラスであり、容量は通常120～240 mlである。一説によると、フランス国王ルイ15世の公妾であったポンパドゥール夫人の乳房をかたどった形状であると言われているが、実際はポンパドゥール夫人の登場より1世紀前の1663年にスパークリングワインやシャンパンを飲むためにイングランドで作られた。クープは18世紀にフランスに持ち込まれてから1970年代に至るまでフランスで持てはやされていたほか、アメリカでは1930年代から1980年代まで流行していた。

## チューリップ型
シャンパンはチューリップ型のグラスで供されることもある。白ワイン用のグラスはフルートグラスに比べて胴も飲み口も幅広である。伝統的に用いられてきたフルートグラスよりも香りを感じ取りやすく、かつ炭酸がすぐに抜けてしまうのを避けられる程度には口が細いという特徴を持つため、ワインの専門家によってはチューリップ型のグラスでシャンパンを飲むことを好む者もいる。ワシントン・ポストで食に関するコラムを書いているデイブ・マッキンタイアは「チューリップ型を用いることで、シャンパンが舌に当たる位置を舌の先端ではなく中ほどにすることができるため、ワインの風味をより際立たせることができる」と主張している。ワイングラスメーカーのリーデルは、フルートグラスではワインの香りと味わいの全てを正しく理解することができないとして、フルートグラスを厳しく批判している
。

## 二重構造のグラス
1960年代、手の熱がシャンパンやその他の飲み物に伝わりにくくするため、二重構造のグラスが開発された。内壁と外壁の間には、熱伝導率が低い空気で満たされた隙間が空いている。